# Saint-Vincent-des-Landes
Pour les articles homonymes, voir Saint-Vincent.
Saint-Vincent-des-Landes est une commune de l'Ouest de la France, située dans le département de la Loire-Atlantique, en région Pays de la Loire.

## Géographie
Saint-Vincent-des-Landes est située à 12 km au sud-ouest de Châteaubriant.
Selon le classement établi par l'Insee en 1999, Saint-Vincent-des-Landes était une commune rurale non polarisée (cf. Liste des communes de la Loire-Atlantique).

### Communes limitrophes

Situation de la commune de Saint-Vincent-des-Landes dans le département de la Loire-Atlantique.

| Lusanger | Sion-les-Mines (quadripoint) Saint-Aubin-des-Châteaux | Louisfert |
| Lusanger | Saint-Vincent-des-Landes                              | Louisfert |
| Jans     | Treffieux , Issé                                      | Issé      |

### Climat
Pour des articles plus généraux, voir Climat des Pays de la Loire et Climat de la Loire-Atlantique.
En 2010, le climat de la commune est de type climat océanique franc, selon une étude du CNRS s'appuyant sur une série de données couvrant la période 1971-2000. En 2020, Météo-France publie une typologie des climats de la France métropolitaine dans laquelle la commune est exposée à un climat océanique et est dans la région climatique  Bretagne orientale et méridionale, Pays nantais, Vendée, caractérisée par une faible pluviométrie en été et une bonne insolation. 
Pour la période 1971-2000, la température annuelle moyenne est de 11,8 °C, avec une amplitude thermique annuelle de 13,5 °C. Le cumul annuel moyen de précipitations est de 723 mm, avec 12,4 jours de précipitations en janvier et 6,4 jours en juillet. Pour la période 1991-2020, la température moyenne annuelle observée sur la station météorologique de Météo-France la plus proche, sur la commune de Soudan à 17 km à vol d'oiseau, est de 12,2 °C et le cumul annuel moyen de précipitations est de 826,4 mm,. Pour l'avenir, les paramètres climatiques de la commune estimés pour 2050 selon différents scénarios d'émission de gaz à effet de serre sont consultables sur un site dédié publié par Météo-France en novembre 2022.

## Urbanisme

### Typologie
Au 1er janvier 2024, Saint-Vincent-des-Landes est catégorisée commune rurale à habitat dispersé, selon la nouvelle grille communale de densité à sept niveaux définie par l'Insee en 2022.
Elle est située hors unité urbaine. Par ailleurs la commune fait partie de l'aire d'attraction de Châteaubriant, dont elle est une commune de la couronne,. Cette aire, qui regroupe 20 communes, est catégorisée dans les aires de moins de 50 000 habitants,.

### Occupation des sols
L'occupation des sols de la commune, telle qu'elle ressort de la base de données européenne d’occupation biophysique des sols Corine Land Cover (CLC), est marquée par l'importance des territoires agricoles (90,3 % en 2018), en diminution par rapport à 1990 (91,5 %). La répartition détaillée en 2018 est la suivante : 
terres arables (55,5 %), zones agricoles hétérogènes (18,6 %), prairies (16,2 %), forêts (7,3 %), zones urbanisées (1,9 %), espaces verts artificialisés, non agricoles (0,6 %). L'évolution de l’occupation des sols de la commune et de ses infrastructures peut être observée sur les différentes représentations cartographiques du territoire : la carte de Cassini (XVIIIe siècle), la carte d'état-major (1820-1866) et les cartes ou photos aériennes de l'IGN pour la période actuelle (1950 à aujourd'hui).

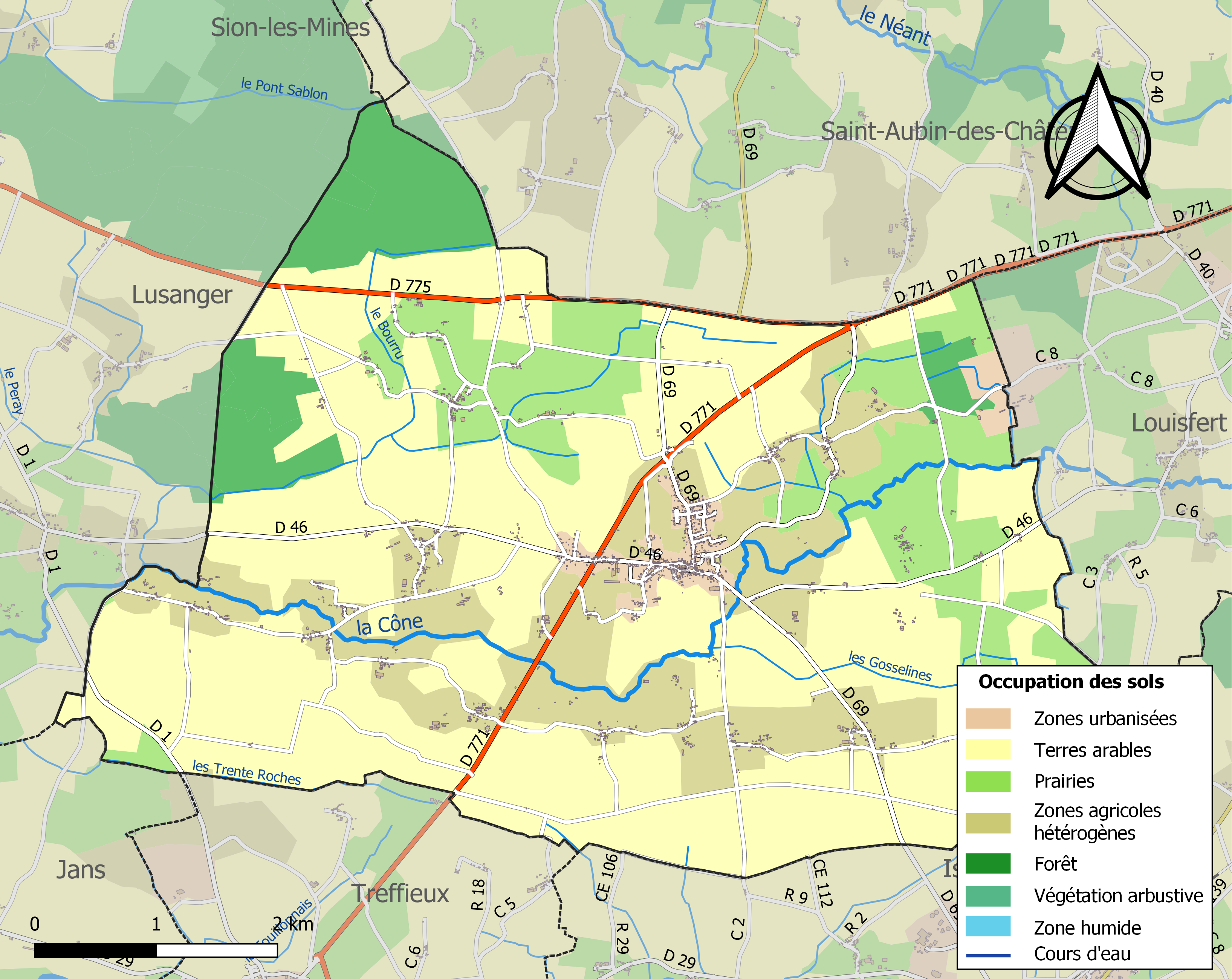
Carte des infrastructures et de l'occupation des sols de la commune en 2018 (CLC).

## Toponymie
Le nom de la localité est attesté sous la forme Sanctus Vincentius en 1287, « Sanctus Vincensius de Landis » au XIVe siècle.
Le nom Saint-Vincent-des-Landes vient, semble-t-il, du nom du fondateur de la première chapelle du village.
Le nom gallo de la commune s'écrit Saint-Vincent.
La forme bretonne proposée par l'Office public de la langue bretonne est Sant-Visant-al-Lann.

## Héraldique
| Blason | Blasonnement : D'argent à la feuille de chêne glandée de sinople, accompagnée en chef de deux mouchetures d'hermine de sable. Commentaires : Les mouchetures d'hermine évoquent le blasonnement d'hermine plain de la Bretagne, rappelant l'appartenance passée de la ville au duché de Bretagne. Blason conçu par M. Bouvier et l'héraldiste Michel Pressensé (délibération municipale du 10 avril 1976). |

## Politique et administration
| Période                                  | Période   | Identité       | Étiquette | Qualité                        |
| ---------------------------------------- | --------- | -------------- | --------- | ------------------------------ |
| mars 1983                                | mars 2008 | Jean-Luc Colin | PS        | Conseiller général et régional |
| mars 2008                                | En cours  | Alain Rabu     | DVG       | Inséminateur                   |
| Les données manquantes sont à compléter. |           |                |           |                                |

## Population et société

### Démographie

#### Évolution démographique
L'évolution du nombre d'habitants est connue à travers les recensements de la population effectués dans la commune depuis 1793. Pour les communes de moins de 10 000 habitants, une enquête de recensement portant sur toute la population est réalisée tous les cinq ans, les populations de référence des années intermédiaires étant quant à elles estimées par interpolation ou extrapolation. Pour la commune, le premier recensement exhaustif entrant dans le cadre du nouveau dispositif a été réalisé en 2006.

En 2022, la commune comptait 1 527 habitants, en évolution de +0,39 % par rapport à 2016 (Loire-Atlantique : +6,68 %, France hors Mayotte : +2,11 %).
| 1793  | 1800  | 1806  | 1821  | 1831  | 1836  | 1841  | 1846  | 1851  |
| ----- | ----- | ----- | ----- | ----- | ----- | ----- | ----- | ----- |
| 1 068 | 1 174 | 1 236 | 1 456 | 1 570 | 1 426 | 1 612 | 1 622 | 1 812 |

| 1856  | 1861  | 1866  | 1872  | 1876  | 1881  | 1886  | 1891  | 1896  |
| ----- | ----- | ----- | ----- | ----- | ----- | ----- | ----- | ----- |
| 1 822 | 1 904 | 2 005 | 1 956 | 1 930 | 2 194 | 2 148 | 2 085 | 2 082 |

| 1901  | 1906  | 1911  | 1921  | 1926  | 1931  | 1936  | 1946  | 1954  |
| ----- | ----- | ----- | ----- | ----- | ----- | ----- | ----- | ----- |
| 2 033 | 2 026 | 2 017 | 1 785 | 1 688 | 1 568 | 1 487 | 1 422 | 1 382 |

| 1962  | 1968  | 1975  | 1982  | 1990  | 1999  | 2006  | 2011  | 2016  |
| ----- | ----- | ----- | ----- | ----- | ----- | ----- | ----- | ----- |
| 1 424 | 1 421 | 1 414 | 1 394 | 1 437 | 1 323 | 1 415 | 1 488 | 1 521 |

| 2021  | 2022  | - | - | - | - | - | - | - |
| ----- | ----- | - | - | - | - | - | - | - |
| 1 529 | 1 527 | - | - | - | - | - | - | - |

#### Pyramide des âges
La population de la commune est relativement jeune.
En 2018, le taux de personnes d'un âge inférieur à 30 ans s'élève à 35,9 %, soit en dessous de la moyenne départementale (37,3 %). À l'inverse, le taux de personnes d'âge supérieur à 60 ans est de 26,2 % la même année, alors qu'il est de 23,8 % au niveau départemental.
En 2018, la commune comptait 750 hommes pour 776 femmes, soit un taux de 50,85 % de femmes, légèrement inférieur au taux départemental (51,42 %).
Les pyramides des âges de la commune et du département s'établissent comme suit.
| Hommes | Classe d’âge | Femmes |
| ------ | ------------ | ------ |
| 0,9    | 90 ou +      | 4,4    |
| 7,1    | 75-89 ans    | 11,4   |
| 14,3   | 60-74 ans    | 14,1   |
| 20,4   | 45-59 ans    | 17,5   |
| 20,6   | 30-44 ans    | 17,5   |
| 13,8   | 15-29 ans    | 13,7   |
| 22,8   | 0-14 ans     | 21,3   |

| Hommes | Classe d’âge | Femmes |
| ------ | ------------ | ------ |
| 0,6    | 90 ou +      | 1,8    |
| 6      | 75-89 ans    | 8,6    |
| 15,1   | 60-74 ans    | 16,4   |
| 19,4   | 45-59 ans    | 18,8   |
| 20,1   | 30-44 ans    | 19,3   |
| 19,2   | 15-29 ans    | 17,4   |
| 19,5   | 0-14 ans     | 17,6   |

## Lieux et monuments
- Chapelle de la Magdeleine datant XVIIe siècle, reconstruite ;
- Église Saint-Vincent, de style gothique ;
- Presbytère datant du XVe siècle ;
- Notre-Dame-des-Sept-Douleurs.